# Löffler Béla Múzeum és Kortárs Galéria
A Löffler Béla Múzeum és Kortárs Galéria Kassa belvárosában az Erzsébet utca 20. szám alatt található. A múzeumot Kassa – Óváros részi önkormányzata alapította 1993. december 17-én, miután Löffler Béla kassai szobrászművész és felesége Schönherz Klára a városnak adományozták a házukat és a szobrász több mint 2000 darabból álló gyűjteményét.
A múzeum emeleti kiállítóterme Löffler Béla szobrászművész alkotásait és gyűjteményét mutatja be. Az emeleten található a Löffler Béla emlékszoba is, ahol a szobrász személyes tárgyai tekinthetők meg.
A múzeum földszintjén - és részben az emeleten - helyezkedik el a kortárs galéria.
A múzeumhoz tartozó kert és átrium számos művészeti eseménynek ad otthont.

## Az állandó kiállítás
Az állandó kiállítás Löffler Béla egyedi gyűjteményének és alkotásainak válogatását mutatja be. A múzeumban megtekinthető Löffler Béla népi kerámia gyűjteménye, amelyben kiemelkedő helye van a 19. század második feléből származó hollóházi, murányi, holícsi és körmöcbányai alkotásoknak.
Löffler Béla  a városnak adományozta egyedi önarckép gyűjteményét is. Az önarckép gyűjtemény számos darabja az elismert kassai művészeti iskola művészeinek alkotása. A tárlat fokozatosan bővül kortárs művészek önarcképeivel.

## A kortárs galéria
A múzeum az állandó kiállítás mellett lehetőséget nyújt kortárs képzőművészeti tárlatok, koncertek, irodalmi beszélgetések és művészeti foglalkozások megvalósítására is.
A földszinten található kortárs galéria az aktuális művészeti irányzatok feltérképezésével és a fiatal ígéretes művészgeneráció bemutatkozásának ad helyet. 

## A könyvtár
Az adományozási szerződés alapján a múzeum gyűjteményének részét képezi a szobrász magánkönyvtára is, ami a Löffler Béla emlékszoba melletti helységben található. A könyvtár több mint 2000 képzőművészeti-, kulturális-, történelmi-, vallási- és földrajzi tematikájú könyvet tartalmaz.  A könyvtári gyűjteményt többnyire szlovák, magyar és német nyelvű kötetek alkotják.